# Décès en 1979
Décès
- 1975
- 1976
- 1977
- 1978
- 1979
- 1980
- 1981
- 1982
- 1983

Cet article présente une liste de personnalités mortes au cours de l'année 1979.

Les mois de l'année font également l'objet de listes spécifiques :

## Décès par mois

### Inconnu
- Manuel Bruker, peintre, collectionneur et éditeur d'art français (° 6 décembre 1891).
- François Fauck, peintre français (° 11 novembre 1911).
- Paul Hongne, bassoniste français (° 1919).
- Cécile Jubert, peintre et graveuse française (° 29 décembre 1885).
- Felix Labunski, compositeur américain d'origine polonaise (° 27 décembre 1898).

### Janvier
- 3 janvier : Ernesto Palacio, avocat, historien, essayiste, enseignant, journaliste et homme politique argentin (° 4 janvier 1900).
- 4 janvier : Ervin Katnić, footballeur yougoslave (° 2 septembre 1921).
- 5 janvier :
  - Billy Bletcher, acteur, réalisateur et scénariste américain (° 24 septembre 1894).
  - Charlie Mingus, contrebassiste de jazz américain (° 22 avril 1922).
- 9 janvier :
  - Pier Luigi Nervi, Ingénieur et architecte italien (° 21 juin 1891).
  - Andreï Ivanovitch Scholuch, chef de chœur russe puis soviétique (° 29 novembre 1895).
- 10 janvier : Amcheï Nürenberg, peintre russe puis soviétique (° 21 avril 1887).
- 11 janvier : Daniel-Henry Kahnweiler, écrivain, collectionneur et marchand d'art (° 25 juin 1884).
- 16 janvier :
  - Peter Butterworth, acteur britannique (° 4 février 1919).
  - Ted Cassidy, acteur américain (° 31 juillet 1932).
  - Fred Elizalde, compositeur, pianiste classique et de jazz, et chef d'orchestre philippin d'origine espagnole (° 12 décembre 1907).
- 19 janvier :
  - Paul Meurisse, acteur français (° 21 décembre 1912).
  - Orazi, peintre français (° 28 février 1906).
- 26 janvier :
  - Roger Gounot, peintre, graveur et conservateur de musée français (° 16 février 1909).
  - Nelson Aldrich Rockefeller, homme politique américain (° 8 juillet 1908).

- 27 janvier : Victoria Ocampo, écrivaine, traductrice et éditrice argentine (° 7 avril 1890).

- 28 janvier : Paul Néri, coureur cycliste d'origine italienne naturalisé français (° 26 mars 1917).
- 29 janvier : Reginald John Delargey, cardinal néo-zélandais (° 10 décembre 1914).
- 31 janvier :
  - Basil Dignam, acteur britannique (° 24 octobre 1905).
  - Grant Green, guitariste de jazz américain (° 6 juin 1935).

### Février
- 2 février : Sid Vicious, bassiste des Sex Pistols (° 10 mai 1957).
- 7 février : Joseph Mengele, officier allemand de la Schutzstaffel (SS), et criminel de guerre (° 16 mars 1911).
- 9 février : Philip King, dramaturge et acteur britannique (° 30 octobre 1904).
- 12 février : Jean Renoir, réalisateur français (° 15 septembre 1894).
- 18 février : Viorica Agarici, infirmière roumaine, Juste parmi les nations (° 24 février 1886).
- 19 février : Evert Lundquist, footballeur international suédois (° 27 février 1900).
- 21 février : Walter Guimarães, footballeur brésilien (° 17 mai 1913).
- 22 février : Alexandre Ganesco, peintre, dessinateur et sculpteur roumain (° 4 septembre 1910).
- ? février : A.R. Sahu Khan, homme politique fidjien (° vers 1901).

### Mars
- 1er mars : Maurice Brianchon, peintre français (° 11 janvier 1899).
- 3 mars : Abdol-Hossein Hamzavi, diplomate et homme politique iranien (° 1910).
- 7 mars : Renato Natali, peintre italien (° 10 mai 1883).
- 9 mars : Jean-Marie Villot, cardinal français, Secrétaire d'État (° 11 octobre 1905).
- 11 mars : Jeanne Leleu, compositrice française (° 29 décembre 1898).
- 13 mars :
  - Gérard Loncke, coureur cycliste belge (° 15 janvier 1905).
  - Harry Max, acteur français (° 23 novembre 1901).
- 15 mars : 
  - Léonide Massine, danseur et chorégraphe américain d'origine russe (° 9 août 1896).
  - Georges Taberner, footballeur français (° 27 septembre 1937).
- 16 mars : 
  - René Borchanne, écrivain suisse (° 5 septembre 1905).
  - Jean Monnet, administrateur et homme politique français (° 9 novembre 1888).
- 18 mars :
  - Abul Mansur Ahmed, écrivain, politicien et journaliste bangladais (° 3 septembre 1898).
  - Khan Chouchinsky, chanteur russe, azerbaïdjanais puis soviétique (° 20 août 1901).
- 19 mars :
  - Richard Beckinsale, acteur britannique (° 6 juillet 1947).
  - Guennadi Komnatov, coureur cycliste soviétique (° 18 septembre 1949).
  - John Tate, acteur australien (° 18 septembre 1949).
- 20 mars : Jean Charlot, peintre, dessinateur, graveur et lithographe français (° 8 février 1898).
- 22 mars : Victor Arnautoff, peintre russe, soviétique puis américain (° 11 novembre 1896).
- 23 mars : Philip Bourneuf, acteur américain (° 7 janvier 1908).
- 25 mars : Georges Antenen, coureur cycliste suisse (° 20 décembre 1903).
- 27 mars : Ronald Adam, acteur britannique (° 31 décembre 1896).

### Avril
- 3 avril : Alexandre Orloff, peintre russe et français (° 27 janvier 1899).
- 4 avril :
  - Vicente Asencio, compositeur espagnol (° 29 octobre 1908).
  - Edgar Buchanan, acteur américain (° 20 mars 1903).
- 7 avril : Marcel Jouhandeau, écrivain français (° 26 juillet 1888).
- 10 avril : Paul Benoit, moine bénédictin, organiste et compositeur luxembourgeois (° 9 décembre 1893).
- 15 avril : Paul Jeanselme, écrivain français (° 9 octobre 1901).
- 16 avril : Fernand Thouvignon, assureur et historien français (° 23 janvier 1904).
- 18 avril : Pedro Suárez, footballeur espagnol naturalisé argentin (° 5 juin 1908).
- 22 avril :
  - Charles Bartsch, violoncelliste, chef d'orchestre et compositeur belge (° 9 décembre 1907).
  - Maurice Clavel, philosophe, écrivain et journaliste (° 10 novembre 1920).
- 23 avril : Juan Trujillo Domínguez, footballeur espagnol (° 29 juin 1913).
- 24 avril : John Carroll, acteur américain (° 17 juillet 1906).
- ? avril : K.B. Singh, homme politique fidjien (° 1905).

### Mai
- 5 mai :
  - Marcel Catelein, peintre français (° 23 octobre 1892).
  - Suzanne Meunier, peintre, dessinatrice et graveuse française (° 5 juillet 1888).
- 7 mai :
  - Charles Hug, peintre, dessinateur et illustrateur suisse (° 22 juin 1899).
  - Pierre Viansson-Ponté, journaliste et écrivain (° 2 août 1920).
- 12 mai : Rosario María Gutiérrez Eskildsen, linguiste mexicaine (° 16 avril 1899).
- 14 mai : Zvonimir Cimermančić, footballeur international croate et yougoslave (° 26 août 1917).
- 16 mai : André Pierrel, Acteur français. (° 30 septembre 1899).
- 18 mai :
  - Petre Abrudan, peintre roumain (° 8 juillet 1907).
  - Frédéric Liebstoeckl, organisateur de concerts, journaliste et musicien autrichien (° 4 septembre 1900).
- 19 mai :
  - Sigfrid Lundberg, coureur cycliste suédois (° 15 février 1895).
  - René Perrot, cartonnier de tapisseries, peintre, dessinateur, graveur et céramiste français  (° 12 juillet 1912).
- 21 mai :
  - Willy Berking, musicien et chef d'orchestre allemand (° 22 juin 1910).
  - Blue Mitchell, trompettiste de jazz américain (° 13 mars 1930).
- 22 mai : Henri Guissou, homme politique  et diplomate burkinabé né au Haut-Sénégal et Niger (° 17 novembre 1910).
- 29 mai : Mary Pickford, actrice américaine (° 8 avril 1892).
- 30 mai : Roger Bohnenblust, peintre, dessinateur et graveur suisse (° 15 août 1929).

### Juin
- 3 juin :
  - Henri Cado, homme politique français (° 15 août 1903).
  - Arno Schmidt, écrivain allemand (° 18 janvier 1914).
- 11 juin : 
  - Alfred von Martin, historien et sociologue allemand (° 24 juillet 1882).
  - John Wayne, acteur américain (° 26 mai 1907).
- 12 juin : Ferenc Nagy, homme politique hongrois (° 8 octobre 1903).
- 14 juin : David Butler, réalisateur, acteur, scénariste et producteur américain (° 17 décembre 1894).
- 16 juin : Nicholas Ray, réalisateur américain (° 7 août 1911).
- 22 juin :
  - Abdelkader Benzaoui, footballeur algérien (° 26 octobre 1911).
  - Louis Chiron, coureur automobile monégasque (° 3 août 1899).
  - Albert Venohr, acteur allemand (° 4 septembre 1902).
- 25 juin : Ewa Bandowska-Turska, soprano polonaise (° 20 mai 1894).
- 28 juin : Paul Dessau, compositeur et chef d'orchestre allemand (° 19 décembre 1894).
- 29 juin : Roparz Hemon, linguiste, romancier, et poète breton (° 18 novembre 1900).

### Juillet
- 3 juillet :
  - Lucien Cahen-Michel, peintre français (° 21 juin 1888).
  - Louis Durey, compositeur français (° 27 mai 1888).
- 4 juillet : Henri Miloch, peintre français (° 15 juillet 1898).
- 8 juillet :
  - Tommaso Landolfi, écrivain italien (° 9 août 1908).
  - Michael Wilding, acteur britannique (° 23 juillet 1912).
- 9 juillet : Willi Oberbeck, coureur cycliste allemand (° 21 février 1910).
- 10 juillet : Juliette Émilie Debes, peintre et portraitiste française (° 20 août 1889).
- 11 juillet : Jean-Dominique Van Caulaert, peintre, affichiste, illustrateur et décorateur français (° 20 novembre 1897).
- 14 juillet : Louis Théodore Kleinmann, officier français spécialiste du renseignement (° 21 juillet 1907).
- 15 juillet : Gustavo Díaz Ordaz, président du Mexique de 1964 à 1970 (° 12 mars 1911).
- 18 juillet : Paavo Prokkonen, homme politique carélien soviétique (° 16 juillet 1909).
- 19 juillet : Guglielmo Segato, coureur cycliste italien (° 22 mars 1906).
- 21 juillet :
  - Robert Grange, peintre français (° 19 juin 1901).
  - Paco Mateo, joueur et entraîneur de football franco-espagnol (° 15 mai 1917).
- 23 juillet : Joseph Kessel, écrivain et académicien français (° 10 février 1898).
- 27 juillet : Jean Van de Cauter, compositeur, organiste et organier belge (° 1er août 1906).
- 29 juillet : Herbert Marcuse, philosophe américain (° 19 juillet 1898).
- 30 juillet : Lew Kowarski, physicien français (° 10 février 1907).

### Août
- 1er août : Marie Bloch, astronome française (° 26 juillet 1902)
- 3 août :
  - Alfredo Ottaviani, cardinal italien, préfet de la Congrégation pour la doctrine de la foi (° 29 octobre 1890).
  - Enrico Sala, coureur cycliste italien (° 18 juillet 1891).
- 4 août : Roger Lambrecht, coureur cycliste belge (° 1er janvier 1916).
- 14 août : Édouard Goubert, homme politique français et indien (° 29 juillet 1894).
- 17 août :
  - Vivian Vance, actrice américaine (° 26 juillet 1909).
  - Angelo De Martino, coureur cycliste italien (° 24 janvier 1897).
- 20 août : Christian Dotremont, peintre et poète belge (° 12 décembre 1922).
- 24 août : Bernt Evensen, patineur de vitesse et coureur cycliste norvégien (° 8 avril 1905).
- 25 août : 
  - Jean Rouppert, dessinateur, peintre et sculpteur (° 15 août 1887).
  - Mimie Wood, bibliothécaire et secrétaire néo-zélandaise (° 4 décembre 1888)
- 27 août : Lord Mountbatten, assassiné par l'IRA provisoire (° 25 juin 1900).
- 28 août : Matthieu André, footballeur autrichien naturalisé français(° 8 avril 1909).
- 29 août :
  - Mary Marquet, actrice française d'origine russe (° 14 avril 1895).
  - Antonio Sicurezza, peintre italien (° 25 février 1905).
- ? août : Hans Otto Glahn, homme politique allemand (° 1er avril 1895).

### Septembre
- 2 septembre : Felix Aylmer, acteur britannique (° 21 février 1889).
- 5 septembre : Sōfu Teshigahara, peintre et sculpteur japonais (° 17 décembre 1900).
- 7 septembre :
  - Ivor Armstrong Richards, critique littéraire et rhétoricien anglais (° 26 février 1893).
  - Alan Browning, acteur britannique (° 23 mars 1926).
  - Léon Laleau, poète, romancier, dramaturge, essayiste, journaliste et homme politique haïtien (° 3 août 1892).
- 8 septembre :
  - Dora Bianka, peintre et illustratrice polonaise (° 6 novembre 1895).
  - Jean Seberg, actrice américaine (° 13 novembre 1938).
- 9 septembre : Wilbur Ware, contrebassiste de jazz américain (° 8 septembre 1923).
- 17 septembre : Paul Maze, peintre anglo-français (° 21 mai 1887).
- 24 septembre : Vasco Bergamaschi, coureur cycliste italien (° 29 septembre 1909).
- 26 septembre : John Cromwell, acteur et réalisateur américain (° 23 décembre 1886).
- 27 septembre : Klara Caro, féministe allemande (° 6 janvier 1886).

### Octobre
- 2 octobre : Charlie Hickman, acteur, chanteur et animateur de radio et de télévision américain (° 24 novembre 1935).
- 3 octobre :
  - Robert Dubourg, peintre français (° 13 juin 1908).
  - André Godinat, coureur cycliste français (° 3 septembre 1903).
- 6 octobre : Elizabeth Bishop, poétesse et femme de lettres américaine (° 8 février 1911).
- 8 octobre : Jayaprakash Narayan, homme politique indien (° 11 octobre 1902).
- 10 octobre : Paul Paray, chef d'orchestre et compositeur français (° 24 mai 1886).
- 11 octobre : Margarete Kollisch, écrivaine et poétesse autrichienne (° 9 décembre 1893).
- 12 octobre : Albert Rode, footballeur français (° 25 janvier 1908).
- 13 octobre : Rebecca Clarke, compositrice de musique classique et altiste britannique (° 27 août 1886).
- 14 octobre : Onorato Damen, homme politique italien (° 4 décembre 1893).
- 22 octobre : Nadia Boulanger, pianiste, organiste, chef d'orchestre et pédagogue française (° 16 septembre 1887).
- 30 octobre : Robert Boulin, homme politique français (° 20 juillet 1920).
- 31 octobre :
  - Putte Kock, footballeur international suédois et hockeyeur (° 29 juin 1901).
  - Mario Tauzin, peintre, illustrateur et dessinateur français (° 25 septembre 1909).

### Novembre
- 1er novembre : Dominique Rustichelli, footballeur français (° 26 juin 1934))[1].
- 2 novembre : Jacques Mesrine, gangster français (° 28 décembre 1936).
- 3 novembre : Manuela del Rio, danseuse espagnole (° 16 juillet 1909).
- 8 novembre :
  - Red Mitchell : contrebassiste de jazz américain (° 20 septembre 1927).
  - Sydney Tafler, acteur britannique (° 31 juillet 1916).
  - Yvonne Vendroux : épouse du général Charles de Gaulle (° 22 mai 1900).
- 12 novembre : Léon Gard, peintre et écrivain français (° 12 juillet 1901).
- 13 novembre : Freda Betti, artiste lyrique française (° 26 février 1924).
- 14 novembre : Philippe Lepatre, peintre et graveur français d'origine roumaine (° 6 août 1900).
- 19 novembre : Jean Snella, joueur et entraîneur de football français (° 9 décembre 1914).
- 21 novembre : Marie Byles, écologiste et pacifiste australienne (° 8 avril 1900).
- 23 novembre : Aurelio Menegazzi, coureur cycliste italien (° 15 novembre 1900).
- 24 novembre : Janina Woynarowska, religieuse et infirmière, vénérable (° 10 mai 1923).
- 26 novembre :
  - Marcel L'Herbier, réalisateur français (° 23 avril 1888).
  - Conny Méndez, compositrice et chanteuse vénézuélienne (° 11 avril 1898).
- 27 novembre : Francesco Menzio, peintre italien (° 3 avril 1899).
- 29 novembre : Jean Cabassu, footballeur français (° 1er août 1902).
- 30 novembre :
  - Emile Severeyns, coureur cycliste belge (° 28 août 1931).
  - James Aubrey Simmons, magistrat et homme politique canadien (° 8 juillet 1897).

### Décembre
- 2 décembre : Jan Pijnenburg, coureur cycliste sur piste néerlandais (° 15 février 1906).
- 3 décembre : Abdulkerim Alizada, historien azerbaïdjanais (° 11 janvier 1906).
- 5 décembre : Sonia Delaunay, peintre française d'origine ukrainienne (° 14 novembre 1885).
- 6 décembre : Carlos Camacho, homme politique américain (° 16 novembre 1924).
- 7 décembre : Sam Saint-Maur, peintre et sculpteur français (° 9 décembre 1906).
- 8 décembre : Florimond Météreau, peintre français (° 3 août 1891).
- 12 décembre : Julien Saraben, illustrateur et peintre français (° 12 juillet 1892).
- 15 décembre : Joachim Le Botmel, peintre et décorateur français (° 4 avril 1890).
- 16 décembre : Marc Saint-Saëns, peintre, cartonnier de tapisserie et graveur français (° 1er mai 1903).
- 18 décembre : Mohammed Mofatteh, philosophe, théologien et homme politique iranien (° 17 juin 1928).
- 22 décembre : Darryl F. Zanuck, cinéaste américain (° 5 septembre 1902).
- 25 décembre : Lee Bowman, acteur américain (° 28 décembre 1914).
- 26 décembre : Simon Mondzain, peintre français d'origine polonaise  (° 15 octobre 1888).
- 29 décembre :
  - Jos Le Corre, peintre français (° 4 septembre 1925).
  - George Newberry, coureur cycliste britannique (° 6 mars 1917).